# Jan Schütte
Pour les articles homonymes, voir Schütte.
Jan Schütte est un réalisateur, scénariste et producteur allemand, né le 26 juin 1957 à Mannheim.
Il a été membre du jury des courts métrages lors du Festival de Cannes 2002.
En septembre 2010, il a pris la direction du Deutsche Film- und Fernsehakademie Berlin.

## Filmographie

### Comme réalisateur
- 1987 : Drachenfutter
- 1994 : Auf Wiedersehen Amerika
- 1998 : Fette Welt
- 2000 : L'Adieu (Abschied - Brechts letzter Sommer )
- 2003 : SuperTex
- 2007 : Love Comes Lately

### Comme producteur
- 1995 : Underground d'Emir Kusturica
- 1999 : Luna Papa de Bakhtiar Khudojnazarov